# NGC 4670
NGC 4670 este o interacțiune de galaxii situată în constelația Părul Berenicei. A fost descoperită în 6 aprilie 1785 de către William Herschel. Se află la o distanță de 14,3 megaparseci de Pământ.